# Pfarrhaus (Osterberg)

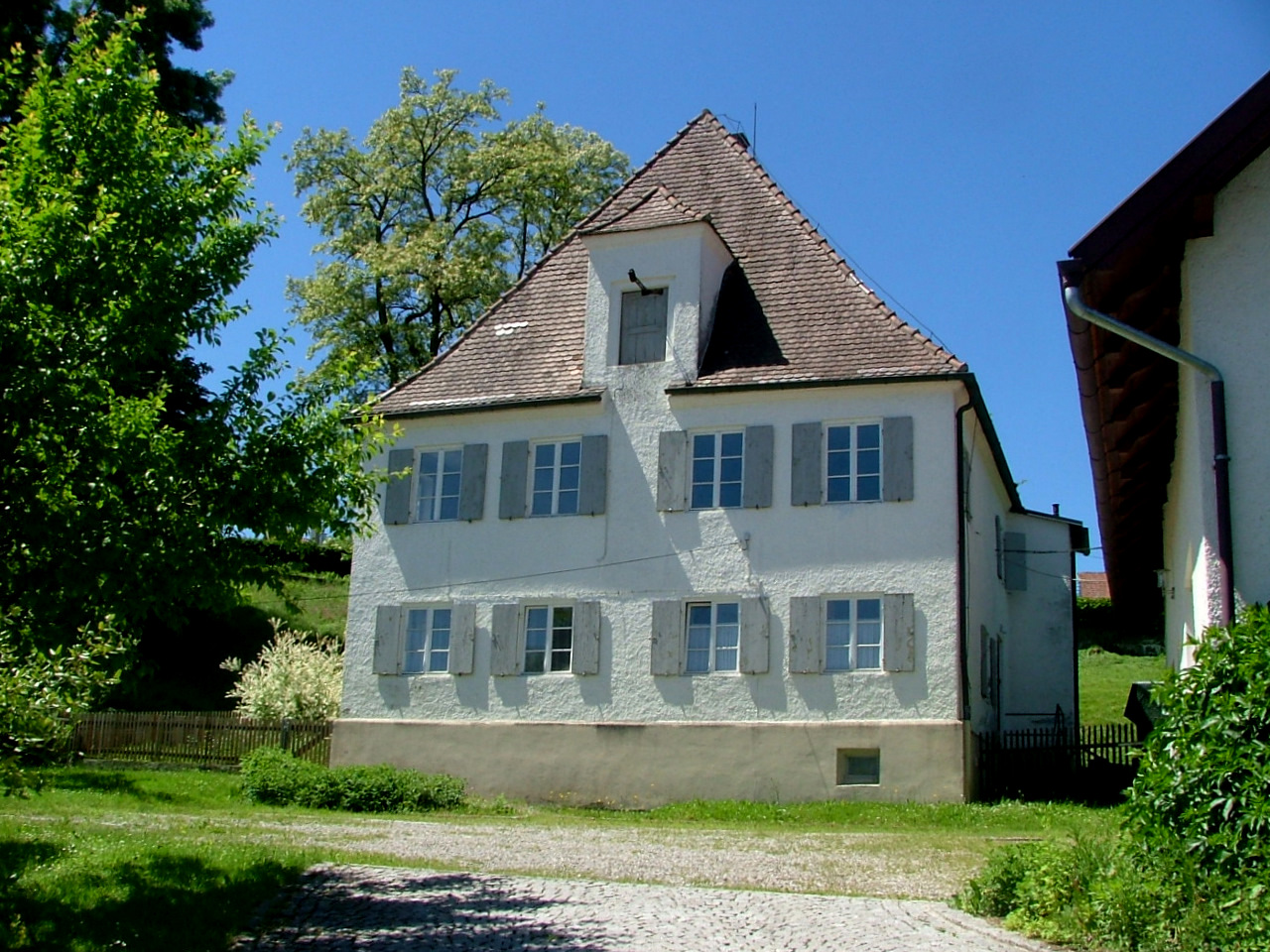
Ehemaliges Pfarrhaus in Osterberg

Das Pfarrhaus in Osterberg, einer Gemeinde im Landkreis Neu-Ulm im bayerischen Regierungsbezirk Schwaben, wurde ursprünglich 1689 errichtet und 1787 verändert. Das ehemalige Pfarrhaus am Schlossweg 7, in der Nähe der katholischen Pfarrkirche St. Peter und Paul, ist ein geschütztes Baudenkmal.
Der zweigeschossige Walmdachbau besitzt vier zu drei Fensterachsen. An der Südseite ist im Zwerchhaus eine Ladeluke vorhanden.
Am 6. Februar 2017 wurde bekannt, dass der Pfarrhof an eine Privatperson verkauft wurde.